# 11 juillet dans les chemins de fer
11 juin 11 août
Chronologies thématiques
- Croisades
- Sports
- Disney

Cette page concerne les événements qui se sont déroulés un 11 juillet dans les chemins de fer.

## Événements

### XXesiècle
- 1905.  États-Unis :   le train « Scott Special » arrive à Chicago dans l'Illinois, 44 heures et 54 minutes après avoir quitté Los Angeles, établissant ainsi un record de vitesse.

### XXIesiècle
- 2005.  États-Unis :   le train à grande vitesse Acela express de la compagnie Amtrak reprend son service à raison de quatre aller-retour quotidiens entre New York et Washington, D.C..

- 2008.  France :   inauguration de l'électrification de la ligne Vierzon - Tours.